# Corps Hassia-Gießen zu Mainz

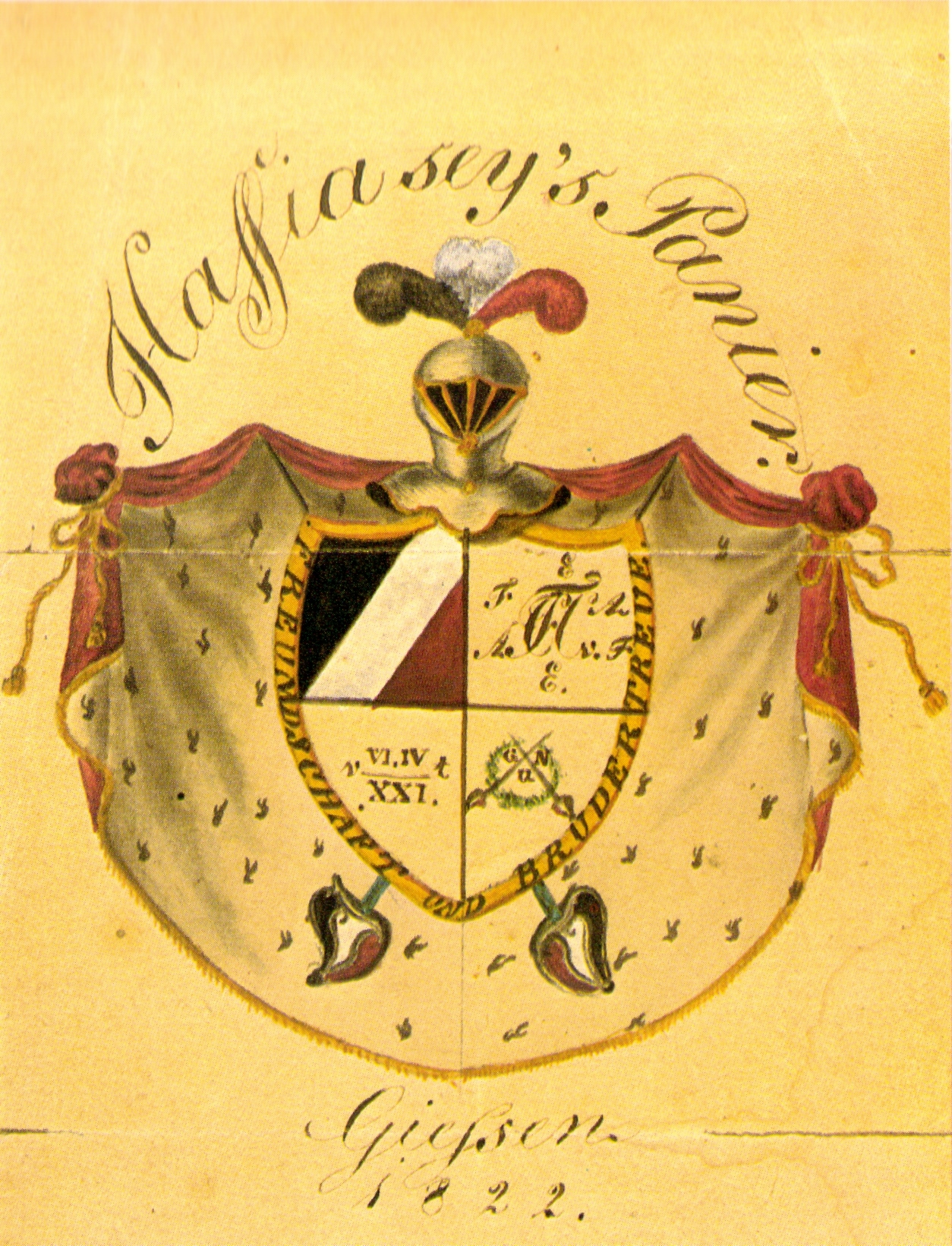
Wappen von 1822

Das Corps Hassia-Gießen zu Mainz ist eine pflichtschlagende und farbentragende Studentenverbindung im Kösener Senioren-Convents-Verband (KSCV). Das Corps vereint Studenten und Alumni der Johannes Gutenberg-Universität Mainz und der Justus-Liebig-Universität Gießen.

## Couleur und Sprüche
Die Gießener Hessen trugen – wie die Hessencorps in Göttingen, Heidelberg und Marburg – zunächst die Farben schwarz-grün-rot, führten 1821/22 (nach dem Zusammenschluss mit dem Corps Franconia Gießen) vorübergehend schwarz-weiß-rot und nahmen 1833 die Trikolore grün-weiß-rot an. Bei ihrer Neustiftung 1840 führte sie zunächst ebenfalls schwarz-weiß-rot, kehrten dann aber bald wieder zu grün-weiß-rot zurück. Schwarz-weiß-rot wurde von dem Corps Marcomannia Gießen übernommen. Als dieses 1843 mit Hassia verschmolz, wurde das schwarz-weiß-rote Band mit goldener Perkussion endgültig zu den Hessenfarben. Dazu wird eine weiße Mütze getragen. Das Fuchsband ist schwarz-weiß-schwarz, ebenfalls mit goldener Perkussion.
Der Wahlspruch des Corps lautet Einer für alle, alle für einen! Der Wappenspruch ist Gladius ultor noster!.

## Geschichte

### Gründungszeit

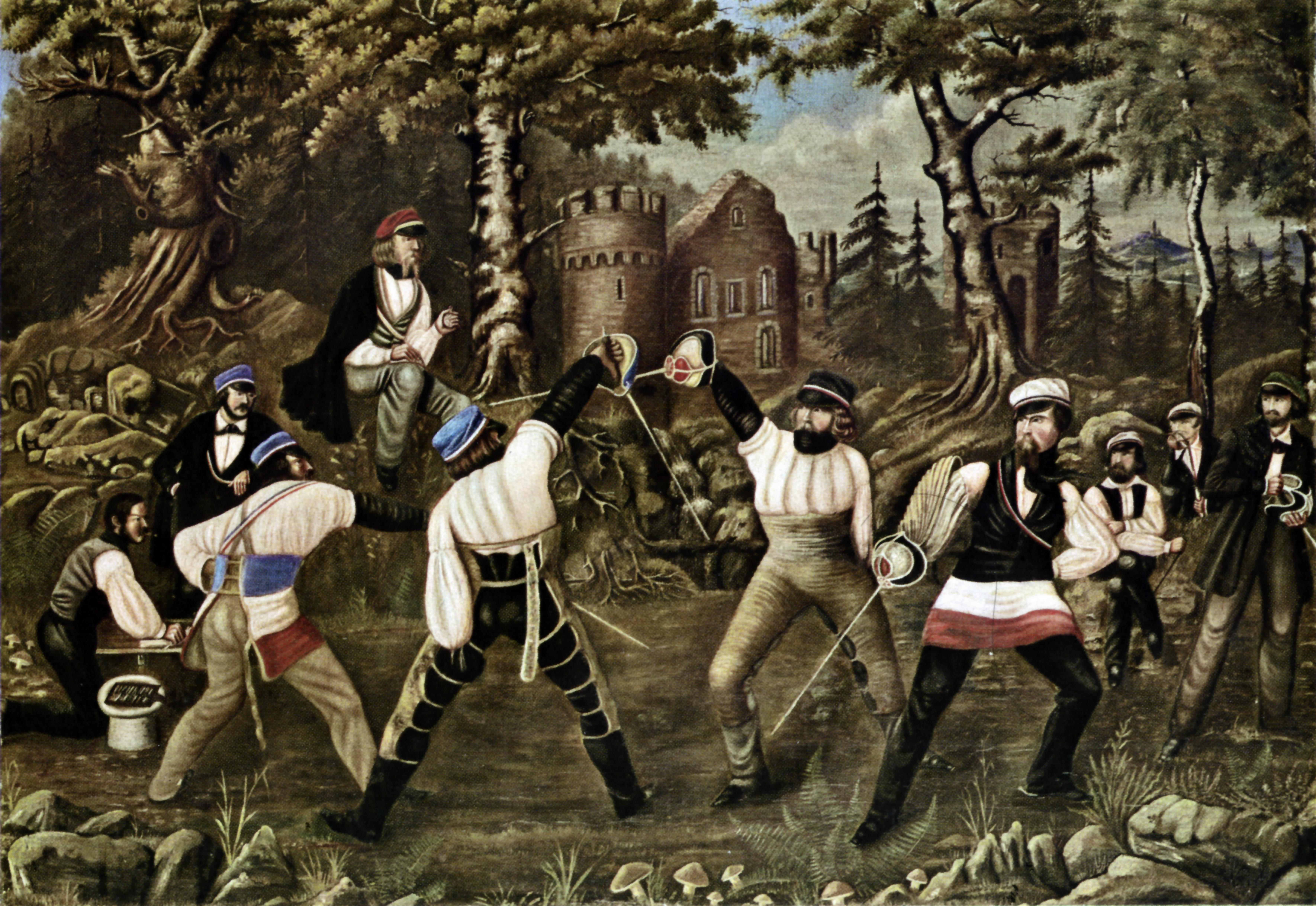
Mensurbild aus Gießen um 1843, Corps Rhenania (links) gegen Corps Hassia (rechts)

Hassia wurde am 3. August 1815 von Studenten an der Universität in Gießen als Corps im Gießener Senioren-Convent gegründet und war in den folgenden Jahren von den Auseinandersetzungen der Corps mit der burschenschaftlichen Bewegung der Gießener Schwarzen betroffen. Auf dem Wartburgfest 1817 war die Hassia durch ihren damaligen Senior August Wilhelm Götze vertreten. 1818 verschmolzen die Corps Hassia und Constantia zur „Allgemeinen Burschenschaft Germania“, die sich im Gefolge der Karlsbader Beschlüsse schon ein Jahr später auflösen musste. 1820 wurde Hassia mit ihren alten Farben rekonstituiert. 1836 wurde das Corps im Zuge der Untersuchungen des Gießener Universitätsgerichts gegen die verbotenen Verbindungen aufgelöst und am 9. August 1840 neu gegründet. 1843 erfolgte die Fusion mit dem am 4. März 1842 von ehemaligen Gießener Rhenanen und Teutonen gestifteten Corps Marcomannia. Im August 1846 beteiligte sich das Corps am Auszug der Gießener Studentenschaft auf den Staufenberg.
Das Corps stellte in 1868 für den Gießener Senioren-Convent den ersten Vorortsprecher des KSCV. Im Jahre 1892 feierte das Corps sein 50. Stiftungsfest. Besonderes Aufsehen erregte das Corps in der Öffentlichkeit, als der Hesse Otto Klewitz am 9. September 1897 einem Pistolenduell zum Opfer fiel. Erneut in 1906 war das damalige Gießener Corps Vorort des KSCV.

### Die Zeit der zwei Weltkriege
Nachdem ein entsprechender Antrag in den 1890er Jahren noch gescheitert war, erkannte der Kösener Congress 1926 das Jahr 1815 als offizielles Stiftungsdatum an. Im Oktober 1935 erklärte Hassia angesichts der politischen Verhältnisse die Suspension. Die Alten Herren unterstützten ab 1938 teilweise die Kameradschaft Hilrich van Geöns, die ihren Betrieb aber schon mit Kriegsausbruch einstellte.

### Nachkriegszeit

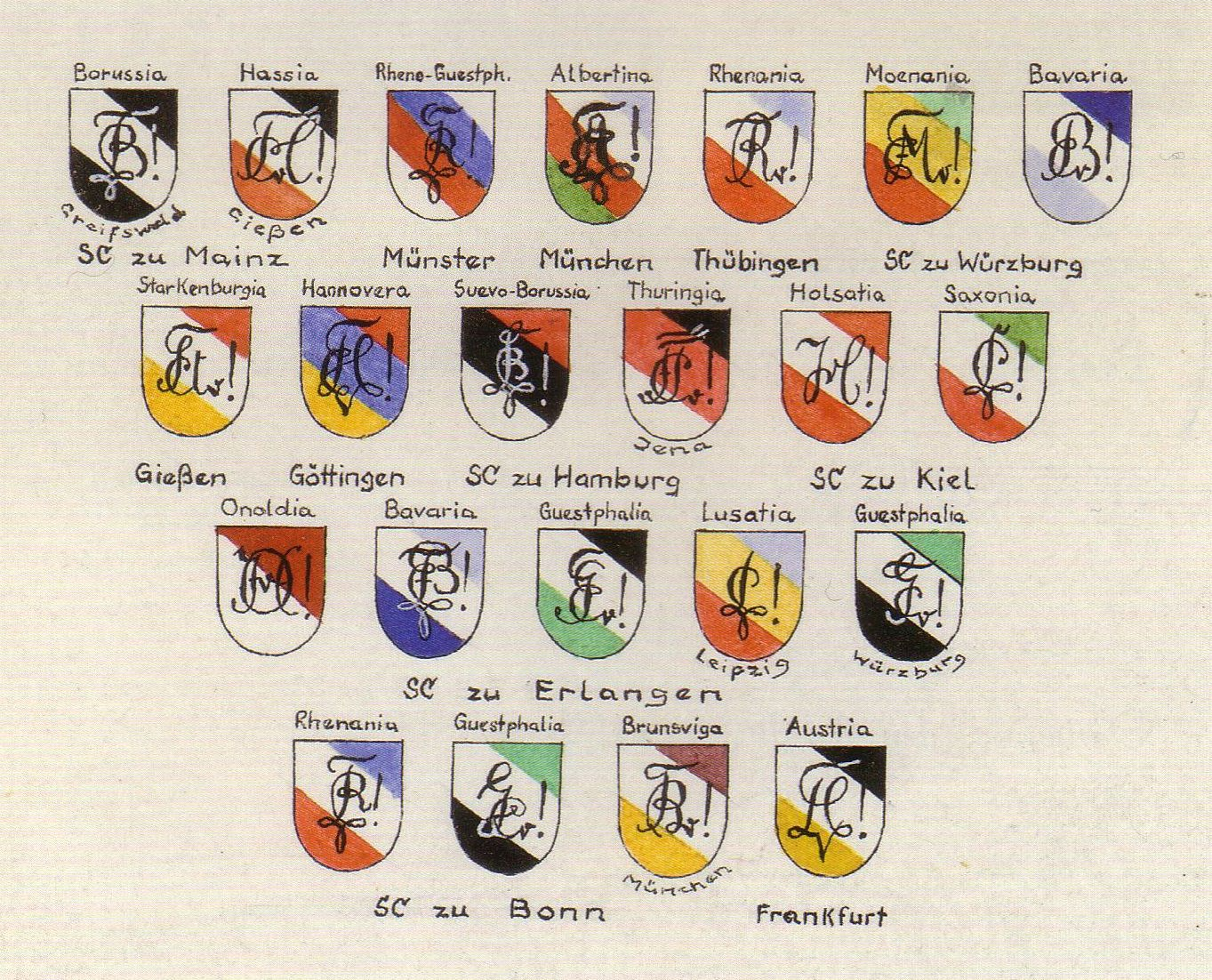
Die Interessengemeinschaft zur Rekonstitution des KSCV.

In der Nachkriegszeit in Deutschland ging der Wiederaufbau der Universität Gießen nur schleppend voran. Mit nur wenigen Fakultäten bot er keine Perspektive. Deshalb beschloss der Altherrenconvent am 20. August 1949 die Rekonstitution an der neu eröffneten Johannes Gutenberg-Universität Mainz. Sie erfolgte am 5. November 1949. Im Januar 1950 gehörte Hassia zu den 22 Corps, die sich in der Interessengemeinschaft zusammenschlossen. Am 19. Mai 1951 beteiligte Hassia sich an der Rekonstitution des KSCV. Mit dem Corps Borussia Greifswald und dem Corps Borussia Halle bildete Hassia vier Jahrzehnte lang den „schwärzesten SC“ des KSCV. 1955 stellte das Corps für Mainz den Vorortsprecher des oKC.

### Seit 2000
Zurzeit hat Hassia etwa 200 Mitglieder (Stand: 2013).

## Corpshaus
Im Jahre 1892 konnte das Corps zum 50. Stiftungsfest sein Haus in der Hessenstraße 3, am so genannten Nahrungsberg, einweihen. Es war das erste Korporationshaus in Gießen. Bei gleicher Gelegenheit wurde die Straße offiziell Hessenstraße genannt.
Das Gießener Corpshaus in der Hessenstraße wurde 1953 verkauft an das Corps Teutonia Gießen, das dort seither seinen Sitz hat.

In der Nachkriegszeit erwarb das Corps ein neues Corpshaus am Drususwall 76 in Mainz.

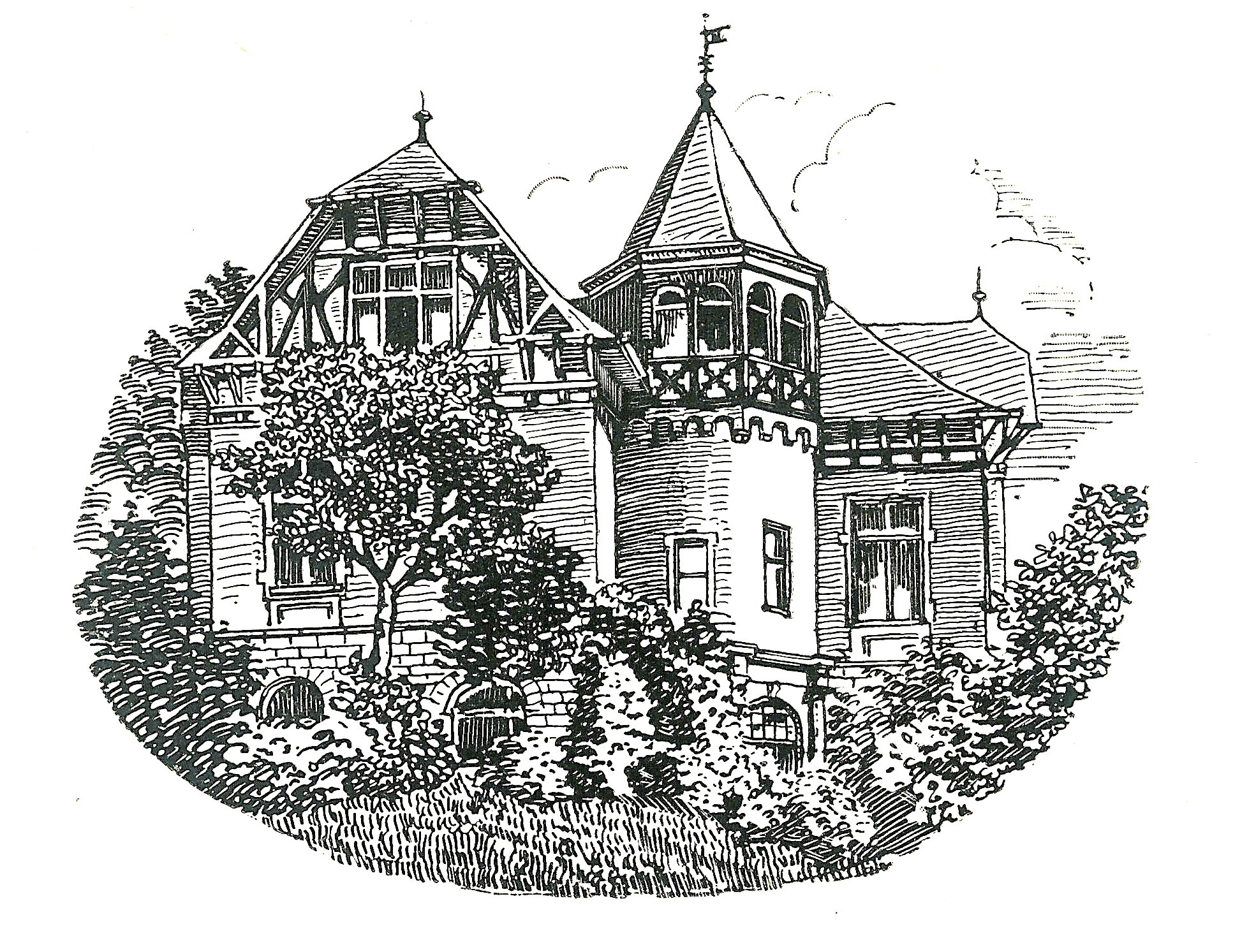
Hessenhaus (1910)
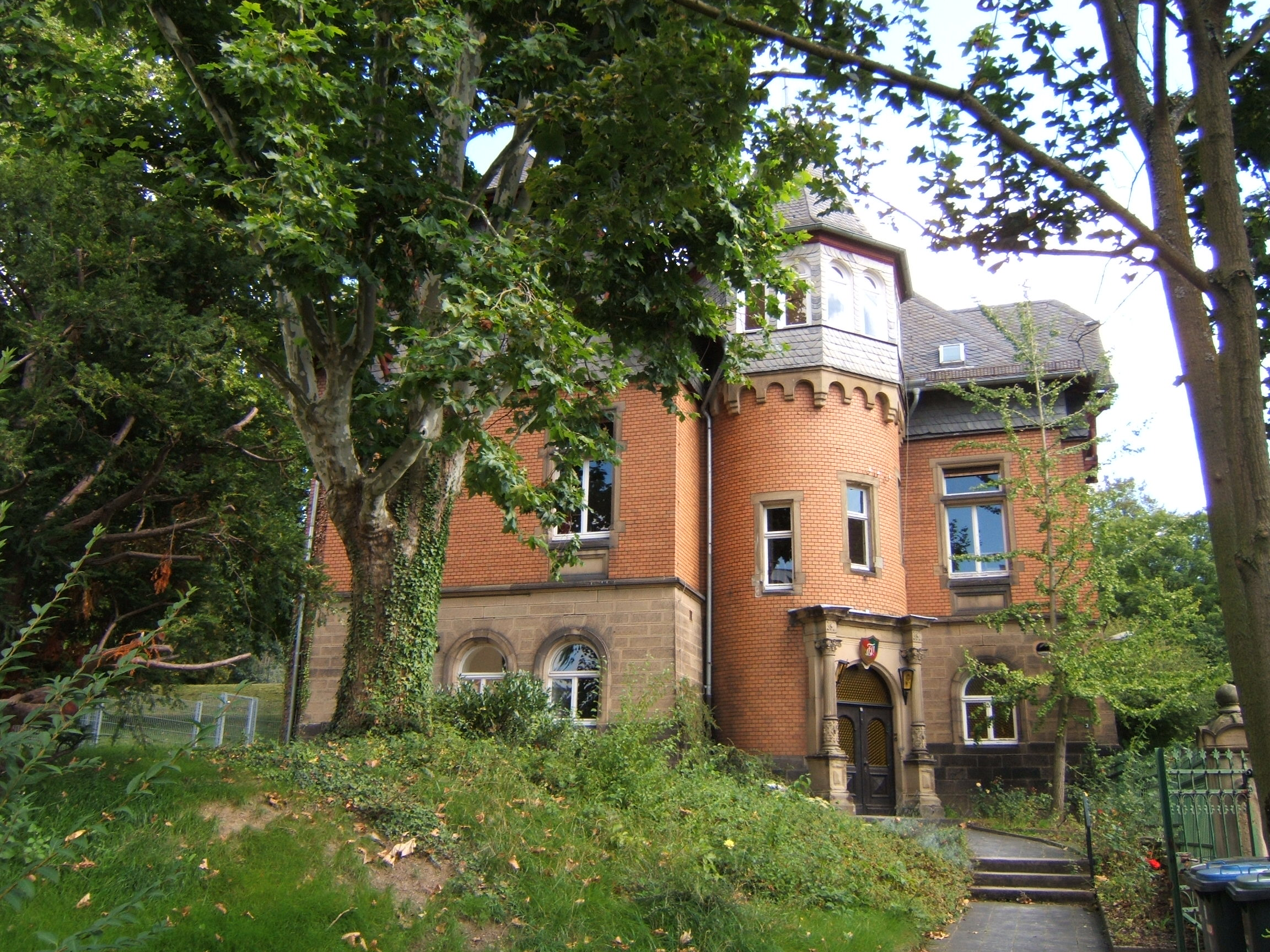
Ehemaliges Corpshaus in Gießen, Hessenstr. 3
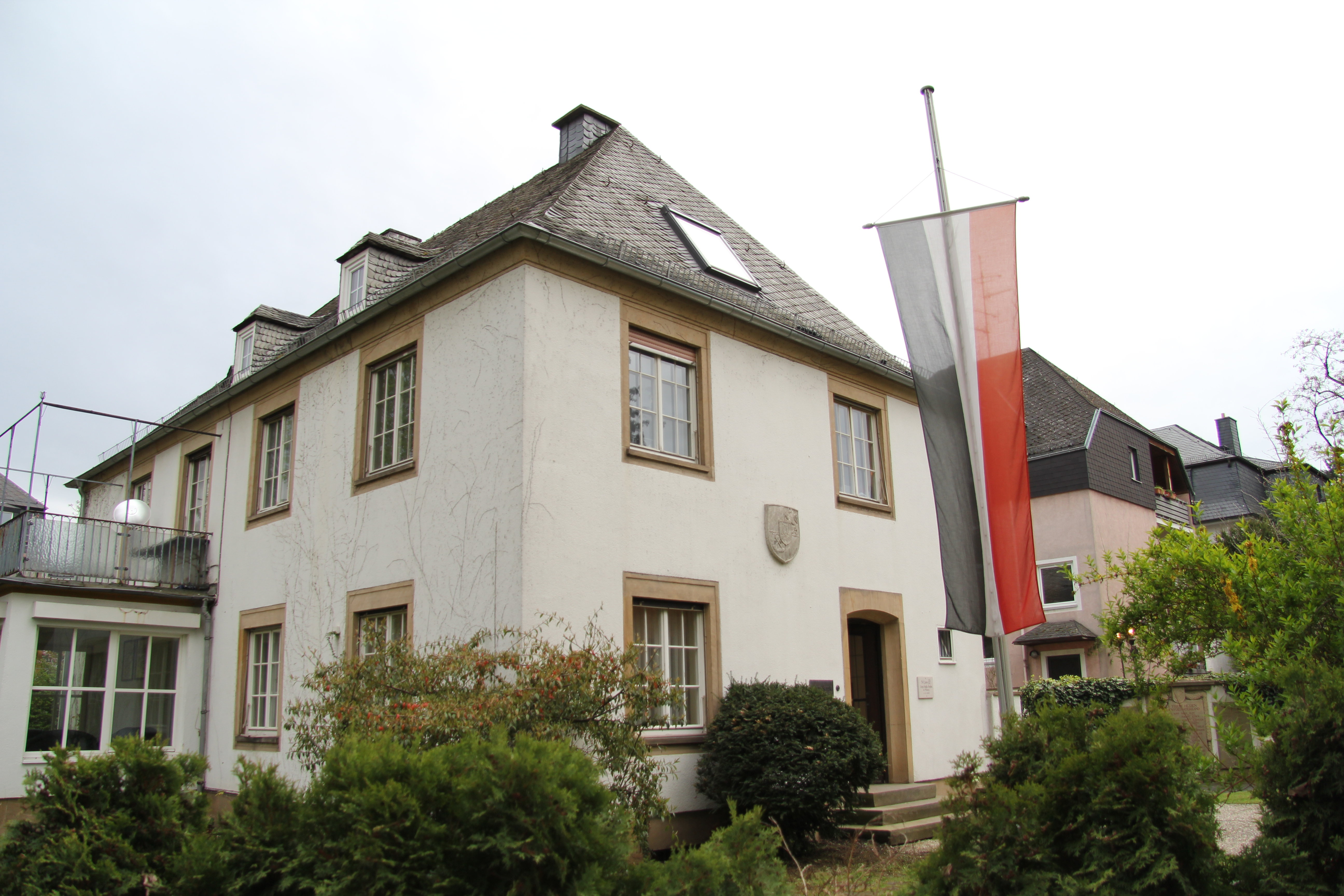
Drususwall 76, Mainz

## Verhältniscorps
Hassia-Gießen steht im Kartell mit den Corps Brunsviga Göttingen, Suevia München, Thuringia Jena, Rhenania Bonn und Saxonia Konstanz. Zusammen mit Brunsviga Göttingen, Suevia München und Thuringia Jena bildet Hassia das „Eisenacher Kartell“, mit Rhenania Bonn und Saxonia Konstanz das „Rheinische Kartell“. Sie ist befreundet mit den Corps Suevia Straßburg zu Marburg, Saxonia Kiel, Bavaria Würzburg, Gothia Innsbruck, Baruthia, Alemannia Wien zu Linz und Vandalia Graz. Vorstellungsverhältnisse bestehen zu den Corps Normannia Berlin und Hansea Königsberg. Letzteres ist seit 2001 erloschen.
Zudem pflegt Hassia aufgrund ihrer früheren Zugehörigkeit zum Gießener Senioren-Convent Traditionsverhältnisse mit den Corps Starkenburgia und Teutonia.

## Mitglieder
In alphabetischer Reihenfolge

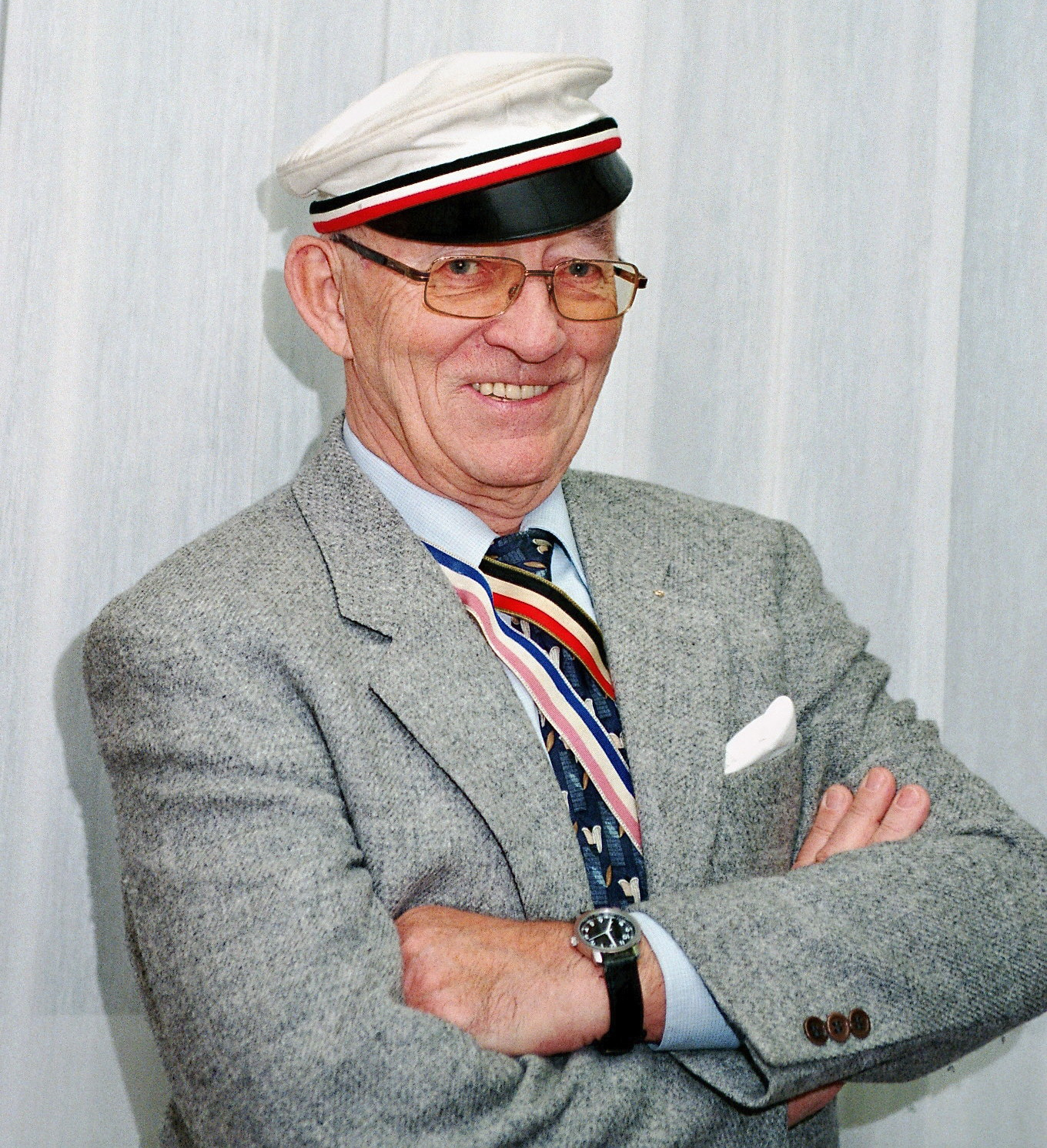
Hermann Rink (2009) als 1. Vorsitzender des Vorstandes des Verbandes Alter Corpsstudenten (VAC)

- Richard Albrecht (um 1843–1908), Kreisdirektor in Forbach
- Rudolf Attig (1893–1981), Generalarzt
- Gustav Baist (1824–1914), evangelisch-lutherischer Pfarrer, Autor und Gründer von Raiffeisenkassen
- Friedrich von Bechtold (1800–1872), Großherzoglicher Minister des Innern und Ministerpräsident des Großherzogtums Hessen-Darmstadt
- Philipp Biedert (1847–1916), Kinderarzt
- Gustav Böß (1873–1946), Oberbürgermeister von Berlin
- Kurt Brand (1877–1952), Hochschullehrer für pharmazeutische Chemie in Gießen und Marburg
- Adolf Buff (1838–1901), Erzieher von Prinz Leopold, Herzog von Albany, Kaiser Wilhelm II. und Prinz Heinrich von Preußen, Vorsteher des Stadtarchivs Augsburg
- Karl Buff (1862–1907), Opernsänger
- Wilhelm Buff (1825–1900), Rechtsanwalt, Richter am Reichsoberhandelsgericht (1875–1879)
- Carl Clemm (1836–1899), Unternehmer, Mitbegründer der BASF
- Wilhelm Clemm (1843–1883), Philologe
- Reinhard Carl Friedrich von Dalwigk (1802–1880), hessischer Ministerpräsident
- Eduard Desor (1811–1882), Geologe und Glaziologe, Teilnehmer am Hambacher Fest, Präsident des Schweizer Nationalrats
- Albert Dieckmann (1854–1914), Kreisdirektor in Forbach, Schlettstadt und Mülhausen, Vorsitzender der Landesversicherungsanstalt für Elsaß-Lothringen
- Friedrich Engelbach (1800–1874), Advokat und hessischer Landtagsabgeordneter
- Karl Engisch (1899–1990), Rechtswissenschaftler
- August Fabricius (1825–1890), deutscher Beamter, Statistiker und Politiker
- Philipp W. Fabry (* 1927), Philologe und Historiker
- Wilhelm Flegler (1848–1935), Theologe, Vorsitzender des oKC 1868, Ehrenmitglied der Hassia
- Heinrich Gebhardt (1873–1955), Provinzialdirektor der Provinz Starkenburg
- August Görtz (1795–1864), Finanzbeamter und Abgeordneter der 2. Kammer der Landstände des Großherzogtums Hessen
- Fritz Groos (1898–1971), Vorsitzender des Aufsichtsrates von E.Merck AG (1955–1961) und des Merck-Familienrates (1956–1961)
- Johann August von Grolman (1805–1848), Kirchenrechtler an der Universität Gießen
- Wilhelm Heinzerling (1828–1896), Richter, Mitglied des Hessischen Verwaltungsgerichtshofes, Lehrbeauftragter für Grundzüge der Rechtswissenschaft und Nationalökonomie, Mitglied und Sekretär der Zweiten Kammer der Landstände des Großherzogtums Hessen, Präsident der Hessischen Landessynode
- Wolfgang Herr (* 1965), Hämatologe und Hochschullehrer in Regensburg
- Karl Hirsch (1870–1930), Hochschullehrer, Internist
- Heinz Jost (1904–1964), SS-Brigadeführer, Chef des RSHA-Amtes VI (SD Ausland), Kriegsverbrecher
- Georg Kempf (1809–1883), Abgeordneter der 2. Kammer der Landstände des Großherzogtums Hessen, Direktor des Ministeriums für Justiz, Präsident des OLG Darmstadt
- Hans-Reinhard Koch (1902–1997), Verwaltungsjurist
- Hans-Reinhard Koch (* 1941), Augenarzt und Verleger
- Hansjörg Kohlbecher (1895–1981), Unternehmer und Politiker
- Heinrich Krebs (1910–2001), Bundesrichter am Bundessozialgericht
- Wolrad Kreusler (1817–1901), Arzt und Dichter
- Karl Georg Külb (1901–1980), Schriftsteller, Filmproduzent und Regisseur, Verfasser zahlreicher Bühnenstücke und Drehbücher für Film und Fernsehen
- Friedrich Lotheissen (1796–1859), Hofgerichtspräsident in Darmstadt, Präsident der 2. Kammer der Landstände des Großherzogtums Hessen
- Ludwig Matthias (1872–1924), Ministerialbeamter in Hessen
- Theo Peters (1902–1942), Verwaltungsjurist in Hessen, Regierungsvizepräsident in Marienwerder
- Karl Pfeiffer (1901–1976), Manager und Verbandspolitiker in der Bauwirtschaft
- Hans Pilger (1888–1953), Diplomat
- Johannes Reinmöller (1877–1955), Kieferchirurg in Rostock und Würzburg
- Konstantin Reitz (1817–1853), Afrikaforscher
- Karl Retzlaff (1890–1967), Polizei- und SS-Offizier
- Hermann Rink (* 1935), Chemiker, Strahlenbiologe, Studentenhistoriker, 1. Vorsitzender des Vorstandes des Verbandes Alter Corpsstudenten (2008–2011)
- Ludwig Rosenstiel (1806–1863), Revolutionär
- Ferdinand Sames (1809–1871), Kreisrichter, Mitglied der Preußischen Nationalversammlung, MdHdA
- Hans-Reinhard Scheu (* 1941), Hörfunkreporter und Fernsehmoderator
- Willi Scheu (1910–1998), Zahnarzt, als „Bajazz mit der Laterne“ eine Symbolfigur des Mainzer Karnevals
- Peter Schleiff (1910–2011), Hautarzt in Quedlinburg
- William Schlich (1840–1925), Pionier der Forstwissenschaften in Indien, Professor in Oxford
- Heinrich Schmidt (1856–1927), Richter am Reichsgericht
- Ernst Schmitt (1879–1946), Gesandter in Lima, Schriftsteller
- Kuno Damian Freiherr von Schütz-Holzhausen (1825–1883), Forschungsreisender und Gründer einer deutschen  Auswandererkolonie in Peru
- Otto Schulze (1880–1934), Landrat in Pommern
- Wilhelm Gottlieb Soldan (1803–1869), Gymnasiallehrer, Historiker und hessischer Parlamentarier
- Friedrich von Thudichum (1831–1913), bedeutender Rechtswissenschaftler, Professor in Tübingen
- Ludwig Thudichum (1829–1901), Begründer der Neurochemie, Professor in London
- Karl Umpfenbach (1832–1907), Nationalökonom, Rektor der Albertus-Universität
- Ernst Vowinkel (1823–1879), preußischer Landrat im Kreis Meisenheim
- Klaus Wagner (1937–2005), Hispanist in Sevilla
- Wilhelm Wehner (1879–1972), Direktor von Rheinhessen, Landrat in Mainz
- Jürgen Weitkamp (1938–2025), Ehrenpräsident der Bundeszahnärztekammer (Berlin) und der Zahnärztekammer Westfalen-Lippe (Münster), Ehrenbürger der Welterbestadt Quedlinburg
- Ernst Wendler (1890–1986), Diplomat und Unternehmer
- Carl Wirth (1813–1877), hessischer Richter und Landtagsabgeordneter
- Karl Lothar Wolf (1901–1969), Physikochemiker in Kiel und Halle (Saale)